# راديو روزنة
راديو روزنة أو (بالإنجليزية: Radio Rozana)‏) مؤسسة إعلامية سورية مستقلة.

## تاريخ التأسيس
بدأ راديو روزنة البث في 17 تموز عام 2013، مع مجموعة من الصحفيين المحترفين والمواطنين الصحفيين والتقنيين، وشبكة مراسلين واسعة داخل وخارج سوريا.
واطلقت مؤسسة روزنة مكتبها في العاصمة الفرنسية  باريس عام  2013، وفي شهر تشرين ثاني من عام 2014 افتتحت روزنة مكتبها الإقليمي الأول في مدينة غازي عنتاب جنوب تركيا قرب الحدود السورية.
تدعم روزنة قيم الديمقراطية وحقوق الإنسان في سوريا، وتبث عبر الإنترنت وموجات إف إم، وتقدم مواضيع معمقة وترفيهية على حد سواء تخص المجتمع السوري وتغطي الوضع السوري بموضوعية ومهنية عالية. وتقدم البرامج الإذاعية والمواد الصحفية الإخبارية والمعمقة عبر موقعها الإلكتروني ومنصات التواصل الاجتماعي.

## النمو والتطور
أسست خلال عام 2018 مركز رام للتطوير الإعلامي RAM Media Development بوصفه مركزاً يقدم خدمات التدريب والتطوير الإعلامي والاستشارات الصحفية ويساهم في تعزيز حرية التعبير وأدوات العمل الصحفي في العالم العربي على وجه الخصوص. وأنجزت الجزء الأول من مشروعها التدريبي بالتعاون مع مؤسسة الأصفري ومنظمة دعم الإعلام العالمي، فيما سيكون هناك مراحل أخرى لتأهيل المدربين والتعاون معهم لتدريب عدد كبير من الصحفيين والمواطنين الصحفيين السوريين طوال الفترة المقبلة.
وقدم مركز التطوير الإعلامي RAM مئات التدريبات لصحفيين في الشرق الأوسط وشمال افريقيا وذلك عن طريق خبرائه ومدربيه المحترفين من كوادر المؤسسة بالتعاون منظمات دولية مثل الوكالة الفرنسية للإعلام ومنظمة دعم الإعلام الدولي ومشروع فيس بوك للصحافة والمركز الدولي للصحفيين. وقام بمشاريع تطوير غرف أخبار وصحافة إنسانية في اليمن على وجه الخصوص مستفيداً من خبرة مدربيه في تغطية النزاعات لسنوات طويلة في سوريا.

## تحديات
فقدت روزنة صحافياً من مراسليها تحت التعذيب في سجون النظام السوري داخل سوريا، واعتقل ثلاثة أخرون بينهم مراسلة صحفية واحدة وتم الإفراج عنهم بعد قضاء فترات تترواح بين الشهر والعام ونصف في السجون السورية، وقتل مراسل روزنة محمد القاسم في ريف إدلب، واعتقل ثلاثة من مراسلي روزنة من قبل جبهة النصرة فيما أحد مراسلي روزنة مازال مفقوداً منذ اعتقاله من قبل تنظيم داعش عام 2014 وحتى اليوم. (نتحفظ عن ذكر الأسماء نظراً لخصوصية الحالة).

## الجوائز
- وحصلت روزنة على الجائزة الثانية في جائزة "الإعلام المعني بالهجرة في المنطقة "الأورو-متوسطية" السنوية لعام 2017 عن إحدى حلقات برنامج "فوكس" الذي تقدمه الإعلامية سلافة لبابيدي من استديو الإذاعة في باريس. والجائزة الثالثة في نفس المسابقة عام 2018 عن قصة عملت عليها الصحفية لجين الحاج يوسف[4]
- وحصلت روزنة على جائزة بوليتزر عن مشاركتها في  وثائق بنما المرتبطة بتحقيقات عن رجل الأعمال رامي مخلوف قريب رئيس النظام السوري بشار الأسد، في أيار 2017. وكانت روزنة المؤسسة السورية الوحيدة التي شاركت بتحقيقات وثائق بنما [5]
- تسلمت المديرة التنفيذية لروزنة،  لينا الشوّاف، في 3 أيار 2018 جائزة حرية الإعلام لمنظمة مراسلون بلا حدود لعام 2018، وذلك في العاصمة السويدية «ستوكهولم».[6]
- حصل راديو روزنة على جائزة «ماريانو سيبريان» عن أفضل مشروع إذاعة وراديو «أون لاين»، في 19 تشرين الأول 2015، ضمن مؤتمر من تنظيم راديو وتلفزيون «أراغون»، في مدينة «ساراغوسا» الإسبانية

## شراكات
- شاركت روزنة في تحقيقات «وثائق بنما» حيث كانت المؤسسة الاعلامية السورية الوحيدة التي اشتركت في سلسلة التحقيقات العالمية والتي تعقبت في جزئها السوري مبيعات وقود الطائرات وغسيل أموال تجار وكبار مسؤولين مقربين من رأس النظام السوري.[7]
- شاركت المؤسسة على مدار ثلاث سنوات في مشروع «سوريا في العمق» وهو مشروع استقصائي بالشراكة مع مؤسسة الغارديان ومنظمة دعم الاعلام الدولي[8]، وقدمت روزنة تحقيقات استقصائية في كل سنة ومنها تحقيق «من يجند الأطفال في سوريا» وتحقيق «فخ التسويات يصطاد اللاجئين السوريين» وتحقيق «مخيم سري للجهاديين الفرنسيين في سوريا» وتحقيق «عرسان الفضاء الأزرق من دون أحصنة» وتحقيق «جحيم على اليابسة.. قصص لأشخاص عاشوا في سجون النصرة»
- شارك راديو روزنة في مشروع «المغسلة الروسية» عام 2017 وهي سلسلة تحقيقات عابرة للحدود عمل عليها ثلاثون صحفياً حول العالم، وهو مشروع تم انجازه بدعم من «مشروع مكافحة الفساد المالي والجريمة المنظمة» OCCRP وشبكة أريج للصحافة الاستقصائية.[9]
- شاركت روزنة عام 2019 في سلسلة تحقيقات «الأسلحة الأوروبية» العابرة للحدود إلى جانب مؤسسة لايت هاوس الهولندية والدويتشة فيللة وبيلن كات [10]
- حصلت روزنة على منحة من مؤسسة بي بي سي ميديا أكشن لتنفيذ مشروع أنيميشن لدعم الأطفال الذين يعانون من الصدمة أثناء الحرب [11]
- بالشراكة مع UNDP أطلقت روزنة مشروعها «أنت قدها» الداعم للنساء عبر برنامج إذاعي مترافق مع تأسيس مجتمع رقمي متكامل داعم لقضايا النساء السوريات على وجه الخصوص.[12]

## عن مؤسسة روزنة
روزنة  مستقلة غير مرتبطة بأجندات سياسية أو دينية. تناقش في برامجها القضايا السورية وتحرص على استعراض وجهات النظر المختلفة. تطمح روزنة  أن تكون صوتاً يدعم القيم الديمقراطية في سوريا، ويشجع على تكريس مفاهيم المواطنة والعدالة، وتؤمن بضرورة بدء التغيير من المجتمع السوري. ويؤكد على كون سوريا ملونة بألوان السوريين جميعاً.كما تسعى إلى خلق ثقافة صحفية مهنية من خلال تسليط الضوء على القضايا الإنسانية والإجتماعية والسياسية في سوريا.
تقدم روزنة نشرات ومواجز إخبارية متعددة وبرامج ثقافية وتوعوية وخدمية متنوعة، تعتمد في مجملها على الاسلوب التفاعلي والتواصل مع المستمعين السوريين.مركز قوة روزنة يكمن في شبكة المراسلين المحترفين الموجودين داخل سوريا والذين ينقلون  ما يحدث على الأرض بمهنية عالية.
تبث اذاعة روزنة برامجها  عبر الإنترنت، الإف إم، وعبر وسائل التواصل الإجتماعي  وتتوجه إلى السوريين بكافة فئاتهم العمرية ولكنها تركز على شريحتها العمرية المستهدفة من 16- 40 .
ويقدم عبر بوابته الالكترونية إلى جانب الراديو  مقالات رأي، وتقارير مصوّرة، وصوراً فوتوغرافية، تحقيقات معمقة،  وتطبيقات عديدة تتطور باستمرار.